# Прохоренко, Пётр Петрович
Пётр Петрович Прохоренко (бел. Пётр Пятровіч Прахарэнка; 1939—2008) — советский и белорусский учёный в области физики неразрушающего контроля, доктор технических наук (1988), профессор (1989), академик АН Белоруссии (2000; член-корреспондент с 1996). Директор Института прикладной физики НАН Беларуси (1993—2005).

## Биография
Родился 19 сентября 1939 года в деревне Меженец, Белыничского района Могилевской области в крестьянской семье.
С 1956 по 1961 год обучался на механическом факультете Белорусского института инженеров железнодорожного транспорта, который окончил с отличием, ученик академика Е. Г. Коновалова.
С 1961 по 1964 год на производственной работе на Ярославском паровозоремонтном заводе в качестве инженера и начальника цеха. С 1964 по 1965 год на педагогической работе в Могилевском машиностроительном институте в качестве ассистента кафедры сопротивления металлов.
С 1965 года на научной работе в Физико-техническом институте АН Белорусской ССР в качестве аспиранта, младшего и старшего научного сотрудника, с 1973 года являлся организатором и руководителем научной группы по исследованию влияния ультразвука на капиллярные явления.
С 1974 по 1977 год на научной работе в АН Белорусской ССР в качестве учёного секретаря Отделения физико-технических наук. С 1977 по 1983 год на организационной работе в ЦК КП Белоруссии в должности инструктора Отдела науки и учебных заведений. С 1984 по 2008 год на научной работе в Институте прикладной физики АН Белоруссии в качестве заведующего лаборатории капиллярных явлений, с 1993 по 2005 год — директор этого института, с 2005 по 2008 год — главный научный сотрудник этого института
.

### Научно-педагогическая деятельность и вклад в науку
Основная научно-педагогическая деятельность П. П. Прохоренко была связана с вопросами в области физики по методам капиллярного и неразрушающего контроля и их технической диагностики. Под его руководством были заложены теоретические основы капиллярной дефектоскопии, что позволило управлять на научной основе, производительностью и чувствительностью контроля с помощью технологических сред
и физических магнитных и ультразвуковых полей. П. П. Прохоренко являлся — членом Научного совета по проблемам машиностроения и членом бюро Отделения физико-технических наук АН Белоруссии.
В 1969 году защитил кандидатскую диссертацию по теме: «Исследование влияния ультразвуковых колебаний на деформацию сдвига при постоянной нагрузке», в 1988 году защитил докторскую диссертацию на соискание учёной степени доктор технических наук. В 1989 году ВАК СССР ему было присвоено учёное звание профессор. В 1996 году он был избран член-корреспондентом, а в 2000 году — действительным членом АН Белоруссии. П. П. Прохоренко было написано более трёхсот пятидесяти научных работ в том числе девяти монографий и семьдесят свидетельств на изобретения. Под его руководством было подготовлено четырнадцать кандидатов и три докторов наук.

## Основные труды
- Исследование влияния ультразвуковых колебаний на деформацию сдвига при постоянной нагрузке / П. П. Прохоренко. — Минск, 1969. — 264 с.
- Ультразвуковой капиллярный эффект / П. П. Прохоренко, Н. В. Дежкунов, Г. Е. Коновалов; Под ред. В. В. Клубовича. — Минск : Наука и техника, 1981. — 135 с.
- Применение новых методов ультразвуковой дефектоскопии и их эффективность / П. П. Прохоренко и др. — Минск : БелНИИНТИ, 1986. — 41 с.
- Ультразвуковая металлизация материалов / П. П. Прохоренко, С. И. Пугачев, Н. Г. Семенова; под ред. В. А. Лабунова. — Минск : Наука и техника, 1987. — 270 с.
- Введение в теорию капиллярного контроля / П. П. Прохоренко, Н. П. Мигун; Под ред. А. С. Боровикова; АН БССР, Ин-т прикл. физики. — Минск : Наука и техника, 1988. — 206 с. ISBN 5-343-00255-2
- Акустическая кавитация у твердых поверхностей / Г. И. Кувшинов, П. П. Прохоренко; Под ред. В. К. Кедринского; АН БССР, Ин-т прикл. физики. — Минск : Навука i тэхнiка, 1990. — 111 с. ISBN 5-343-00521-7[4]